# Jinjer
Jinjer je ukrajinski heavy metal sastav iz Donjecka. Izvorno su ga 2009. godine osnovali Maksym Fatullajev (vokalist), Dmytro Oksenj (gitarist) i Vjačeslav Ohrymenko (bubnjar). Međutim, sama grupa tvrdi da je službeno osnovana 2010. godine, kad je Tetjana Šmajljuk zamijenila Fatullajeva i kad je u sastav došao gitarist Roman Ibramhalilov. Od nastanka skupina je objavila tri studijska albuma i dva EP-a.

## Povijest

### Inhale, Don't Breathe(2013.)
Sastav je sve do dolaska basista Jevgena Abdjuhanova u ljeto 2011. i dalje pokušavao pronaći svoj glazbeni stil. Godine 2012. Jinjer je objavio prvi EP, Inhale, Do Not Breathe. EP je zadobio pažnju u krugovima metal glazbe i Jinjer je tijekom te godine financirao vlastitu turneju. Diskografska kuća The Leaders Records krajem 2012. potpisala je ugovor sa sastavom i 2013. službeno objavila EP Inhale, Don't Breathe. 
Skupina je također zadobila pažnju kad je 2013. osvojila nagradu kijevske diskografske kuće InshaMuzyka za najbolji ukrajinski metal sastav; istu je nagradu ponovo osvojila tri godine kasnije.

### Cloud Factory(2014.)
Grupa je ubrzo nakon objave EP-a Inhale, Do Not Breathe skladala pjesme za novi album. Taj je uradak samostalno objavila 2014. godine pod imenom Cloud Factory. Kasnije ga je objavila njezina trenutačna diskografska kuća Napalm Records. Jinjer je potom otišao na međunarodnu turneju, tijekom koje je počeo rasti krug njezinih obožavatelja. Upravo je ta turneja privukla pozornost Napalm Recordsa, koji je potom potpisao ugovor s Jinjerom.

### King of Everything(2016.)
Nakon nekoliko turneja diljem svijeta Jinjer je 2016. godine objavio drugi studijski album, King of Everything, kao i singl i glazbeni spot za pjesmu "Pisces". Glazbeni je spot ubrzo pregledan nekoliko milijuna puta, a Jinjerova je popularnost porasla.
Sastav je osvojio i nagradu za najbolji glazbeni spot za pjesmu "I Speak Astronomy", Godine 2017. grupa je otišla na dvije europske turneje kao predrgupa Arch Enemyju, nakon čega je 2018. godine otišla na prvu sjevernoameričku turneju s Cradle of Filthom. Napalm Records ponovno je objavio album Cloud Factory u veljači 2018. godine.

### EPMicro(2019.)
Sastav je 11. siječnja 2019. godine objavio EP Micro, koji se sastoji od pet pjesama. Početkom 2019. grupa je otišla na turneju s Amorphisom, Soilworkom i Nailed to Obscurityjem.

### Macro(2019.)
Jinjer je 25. listopada 2019. objavio treći studijski album, Macro. Značajan je po tome što su u pjesmama izmiješani elementi raznih podžanrova metala, ali i ostalih glazbenih žanrova; u pjesmi "Judgement(&Punishment)" pojavljuju se elementi reggaea.

## Glazbeni stil i utjecaji
Jinjerov glazbeni stil sastoji se od elemenata death metala, progresivnog rocka i groove metala. Kao sastave koji ga je nadahnuo naveo je izvođače kao što su Guano Apes, Slayer, Death, Pantera, Anathema, Lamb of God, Gojira i Twelve Foot Ninja. Dok je govorio o svojim utjecajima, sastav je naveo i ostale metal grupe, među kojima su Opeth, Karnivool i Textures, ali je naveo i skupine iz žanrova kao što su R&B, soul, funk, jazz, reggae i hip-hop; od izvođača potonjeg glazbenog žanra istaknuo je Cypress Hill i House of Pain.

## Članovi sastava
| Trenutačni članovi - Tetjana Šmajljuk – vokali (2010. – danas) - Roman Ibramhalilov – gitara (2010. – danas) - Jevgen Abdjuhanov – bas-gitara (2011. – danas) - Vladislav Ulasevič – bubnjevi (2016. – danas) | Bivši članovi - Maksym Fatullajev – vokali (2009.) - Vjačeslav Ohrymenko – bubnjevi (2009. – 2011.) - Aleksandr Kozyjčuk – bubnjevi (2011. – 2013.) - Jevgen Mantulin – bubnjevi (2013. – 2014.) - Dmytro Oksenj – ritam-gitara (2009. – 2015.) - Dmytro Kim – bubnjevi (2014. – 2016.) |

## Diskografija
Studijski albumi
- Cloud Factory (2014.)
- King of Everything (2016.)
- Macro (2019.)
- Wallflowers (2021.)

EP-ovi
- Inhale, Do Not Breathe (2012.)
- Micro (2019.)